# Paeonia 'Paula Fay'
Paeonia 'Paula Fay' — сорт травянистых пионов, гибрид второго поколения. 
Используется в ландшафтном дизайне. Создатель этого гибрида Orville W. Fay назвал сорт в честь жены своего брата.

## Биологическое описание
Многолетнее травянистое растение.
Высота растений средняя, около 88 см. Стебли прочные, не требуют поддержки. 
Листья тёмно-зелёные.
Цветки расположены близко к листьям, полумахровые, чашевидные, розовые, в холодном климате могут быть флуоресцентно-розовые или ярко-красные. Лепестки образуют 5 рядов, имеют слегка восковую фактуру. Пыльники золотисто-жёлтые. 
Аромат приятный.
Раннего срока цветения.

## В культуре
Зоны зимостойкости: 2—8.
Условия культивирования см: Пион молочноцветковый.